# Siméon Uroš
Simeon ou Siniša Uroš Nemanjić, fut empereur des « Roméens et des Serbes » de 1359 à 1371. 

## Les sources qui servent à retracer l'histoire des Serbes dans l'Empire Byzantin
Les sources qui permettent de retracer l’histoire des Serbes dans l’Empire byzantin sont assez limitées, ce qui rend l’exercice un peu plus complexe. Néanmoins, les sources retrouvées sont très intéressantes et pertinentes ce qui permet au chercheur de trouver des informations complète sur le sujet. C’est plutôt après Siméon Uroš qu’il est possible de trouver davantage de sources qui relatent l’histoire des Serbes au sein de l’Empire Byzantin. 
En ce qui concerne l’étude spécifique suivant, sur Siméon Uroš, la source principale qui permet de retracer l’histoire de Siméon entre autres est celle des Chronicles of Ioannina ainsi que les Serbian chronicles. Une autre source qui aide à reconstruire l’histoire de Siméon Uroš est celle qu’il a lui-même léguée, une chrysobulle en grec daté de janvier 1361, de Siméon Palaiologos qui s’adressait à John Tsaphas Orsini. 

## Origines
Siméon Uroš est le fils du roi Stefan Uroš III Dečanski et de la princesse byzantine María Paléologue sa seconde épouse. Il est le demi-frère de l'empereur Stefan Uroš IV Dušan.
Siméon Uroš (Anglais : Symeon Uroš ; serbe : Симеон Урош Немањић ; grec : Συμεών Ούρεσης Παλαιολόγος) est né en 1326 et mort en 1369. Son surnom fut Siniša. Celui-ci fut mieux connu sous le nom de Siméon Uroš Nmanjić Palaiologos. Il a premièrement été despote d’Épire et d’Acarnanie entre 1348 et 1355 avant de devenir, en se proclamant lui-même, l’Empereur d’Épire de 1359, jusqu’à sa mort après 1369. Siméon insistera d’ailleurs d’être représenté par le nom de sa mère, Palaiologos puisque c’était un nom grec, et donc cela pouvait le rapprocher et lui donner plus de crédibilité dans l’Empire Byzantin. Siméon se serait considéré davantage comme un Byzantin que comme un Serbe. 
Siméon Uroš tient son nom de son père et son grand-père. Son grand-père, de qui il tient une partie de son nom, s’appelait Jean Palaiologos et son père lui s’appelait Stefan Uroš III Dečanski. Siméon s’est marié avec Thomais Orsini. Avec Thomais, il aura trois enfants qui auront du sang italien (dans la mesure où Thomais était à moitié italienne), grec (parce que Siméon était à moitié grec). Son demi-frère, Stefan Dušan était l’empereur serbe et c’est lui qui a consacré Siméon à la fonction de gouverneur d’Épire et d’Acarnanie. Au début, son règne sur l’Épire s’est fait avec le soutien de son frère Nikephoros II qui se sont partagé le territoire et les tâches pour régner sur l’Épire. 

### Origine de l'arrivée de Siméon Uroš au pouvoir
Stefan Dušan était le demi-frère de Siméon Uroš. Stefan Dušan est arrivé au trône serbe à la suite d’une révolution orchestrée par des nobles serbes. Cette révolution a été déclenchée du fait que l’Empire Byzantin ne voulait pas établir une extension du territoire vers la Macédoine, mais en venant au trône serbe, Stefan Dušan s’attaqua directement à l’invasion de la Macédoine avec son armée. Entre 1333 et 1334, Dušan entama son expansion vers la Macédoine. Il était appuyé par les Serbes, naturellement, mais c’est un autre événement qui le poussa encore plus à agir. Un gouverneur byzantin des régions de l’Ouest de la Macédoine et de l’Albanie, Syrgiannes, demanda l’aide de Dušan parce qu’il s’était révolté contre Andronic III. 
En 1346, après de longues années de conquêtes et de combats, et ayant conquis une très grande partie de la Macédoine, Dušan se fit proclamer l’Empereur des Serbes et Grecs. Ce statut lui permettra ainsi d’avoir le pouvoir de promouvoir des individus à des plus hauts statuts d’importances dans l’Empire Serbe. C’est par cette consécration que Dušan aura la possibilité d’avoir des membres de sa famille à ses côtés afin de régner, comme Siméon Uroš.

## Règne
Après la mort de Stefan Uroš IV Dušan, il fait sécession en 1356 dès le début du règne de son neveu Stefan X Uroš V et se proclame « Empereur » à Kastoria. Il parvient à étendre son domaine sur la Serbie du Sud, l'Épire (1359) et enfin la Thessalie. La noblesse locale l'accepte comme fils de Stefan Uroš III Dečanski et l'aristocratie byzantine comme fils de la princesse grecque Marie Paléologue. 
Il meurt en 1371 et il a comme successeur dans son domaine de Thessalie son fils Ivan Uroš qui abdique en 1382 et en Épire son gendre Thomas II Preljubović.

### Les débuts du règne
Siméon se fait proclamer à la tête de l’administration de l’Épire et de l’Acarnanie, mais pour renforcer sa place de façon légitime, il se maria avec Thomais Orsini. Celle-ci était la fille du despote d’Épire avant Siméon, Jean II Orsini. Il est important de noter qu’il est difficile d’établir quelle fut l’étendue de son pouvoir ainsi que de quelle nature fut son pouvoir étant donné le peu de sources retrouvées à ce sujet En 1355, Siméon se proclame lui-même Empereur d’Épire et ce de façon indépendante.

### La conquête du trône et du statut d'Empereur des Serbes et Grecs
Après s’être proclamé empereur, il prend les choses en main rapidement alors qu’il s’attaque directement à l’invasion de la Thessalie qui était sans gouverneur depuis la mort de Preljub en 1355. Son invasion de la Thessalie s’est faite avec des Grecs, Serbes et Albanais qui l’ont ensuite proclamé comme étant le Tsar. Autour de 1358, après ses succès, il retourne en Épire. Ce retour sera toutefois de courte durée alors qu’il sera vite rappelé à retourner en Thessalie parce que ce territoire se faisait envahir par le Serbe Radoslav Hlapen (en). Il retourne aussi en Thessalie en apprenant la mort de son despote, Nicéphore II Orsini. Il réussit à éteindre ce conflit très rapidement en 1359, en mariant sa fille Maria avec Thomas Preljubović, le beau-fils de Hlapen.  
Du fait que Stefan Dušan s’était proclamé l’Empereur des Serbes et Grecs, après sa mort, c’est Siméon qui prendra le titre d’Empereur des Serbes et Grecs. En se proclamant l’Empereur des Serbes et Grecs, il obtint l’appui de personnages importants pour son entourage militaire et politique, comme celui de John Comnènes Asen de Valona. Il n’avait cependant pas l’appui des nobles au début, ce qui était un facteur important au maintien de son statut et de sa légitimité. Il était donc dans son avantage de tenter d’acquérir leur soutien et loyauté. Un rassemblement des nobles en avril 1357 permet à Siméon, sans rien y faire, d’avoir le support des nobles. De ce rassemblement des nobles, ils ont conclu que c’était important de supporter Siméon Uroš parce qu’il était premièrement le successeur de Stefan Dušan, qu’ils aimaient tant, mais aussi, parce que c’était le souhait de Dušan que ces derniers appuient son beau-frère. 
Siméon avait l’intention d’aller conquérir le trône serbe avant qu’il n’ait eu à faire demi-tour en apprenant la mort de Nikephoros II, ce qui fait qu’il s’est contenté de reconquérir la Thessalie pour alors être l’Empereur en Épire et en Thessalie, donc dans la Grèce, les deux territoires sur lesquels il avait été despote. C’était un choix plus intelligent et stratégique puisqu’il connaissait déjà ces territoires. 
Radoslav Hlapen est arrivé en Thessalie lorsque Siméon avait quitté pour l’Épire afin de reconquérir quelques petits territoires perdus. Radoslav Hlapen avait épousé Eirene qui était la femme de Grégoire Preljub, qui régnait sur la Thessalie avant Siméon. Radoslav Hlapen avait l’intention de reprendre le trône de Thessalie qui devait revenir à sa femme, parce que selon la loi serbe établie par Stefan Dušan, c’était celle-ci qui aurait dû être l’héritière du trône. En apprenant l’arrivée de Hlapen et de son armée, Siméon se dépêcha de retourner protéger son trône en Thessalie. C’est à ce moment que le conflit fut réglé de façon rapide et efficace, sans querelle comme cité plus haut, alors que Hlapen et Uroš s’entendirent sur le mariage de Thomas Preljubovic et Maria (fille de Siméon et Palaiologos).

### La mort de Siméon et la succession
Siméon mourut en 1370, mais cela varie entre 1370 et 1371 selon les sources données. En mourant, il a laissé derrière lui sa femme, qui était toujours Thomais, ainsi que ses trois enfants. C’est son fils aîné, Ivan Uroš, duquel il était proche, qui aura la tâche de lui succéder sur le trône de Thessalie.

## Union et postérité
Siméon Uroš a trois enfants de son mariage avec Thomasse Orsini fille de Jean II Orsini, despote d'Épire :
- Ivan Uroš Doukas Palaiologos (mort en 1422) qui lui succède en Thessalie et abdique en 1382.
- Stefan Uroš, gouverneur de Pharsale.
- Maria Angelina (morte en 1394), qui épouse Thomas Preljubović, qui règne sur Ioannina et l'Épire (1366-1384), puis Esäu de Buondelmonti (1385-1399) et (1400-1403) qui lui succède.